# 鈴木実森
鈴木 実森（すずき みもり、1992年1月10日 - ）は、圭三プロダクション所属のフリーアナウンサー。元東北放送アナウンサー。

## 人物
- 宮城県仙台市出身。宮城県仙台第二高等学校、青山学院大学文学部フランス文学科卒業後、2015年アナウンサーとして東北放送に入社。
- 2018年3月29日、自身のInstagramにて2018年3月31日をもって、東北放送を退職することを発表。
- 2018年4月より圭三プロダクション所属のフリーアナウンサーとして活動。

## 現在の担当番組
テレビ
- ニュースウオッチ9 - ニュースリーダー（2019年4月 -）

## 過去の担当番組
テレビ
- Nスタみやぎスポーツコーナー
- サタデーウォッチン- MC（2016年4月 - 2016年9月）
- TBCニュース

ラジオ
- ランチボックス-L - （2016年10月 - 2017年6月）
- ロジャー大葉のラジオな気分(2017年4月 - 2017年6月 金曜日ラジオカー)